# Скровеньи, Энрико

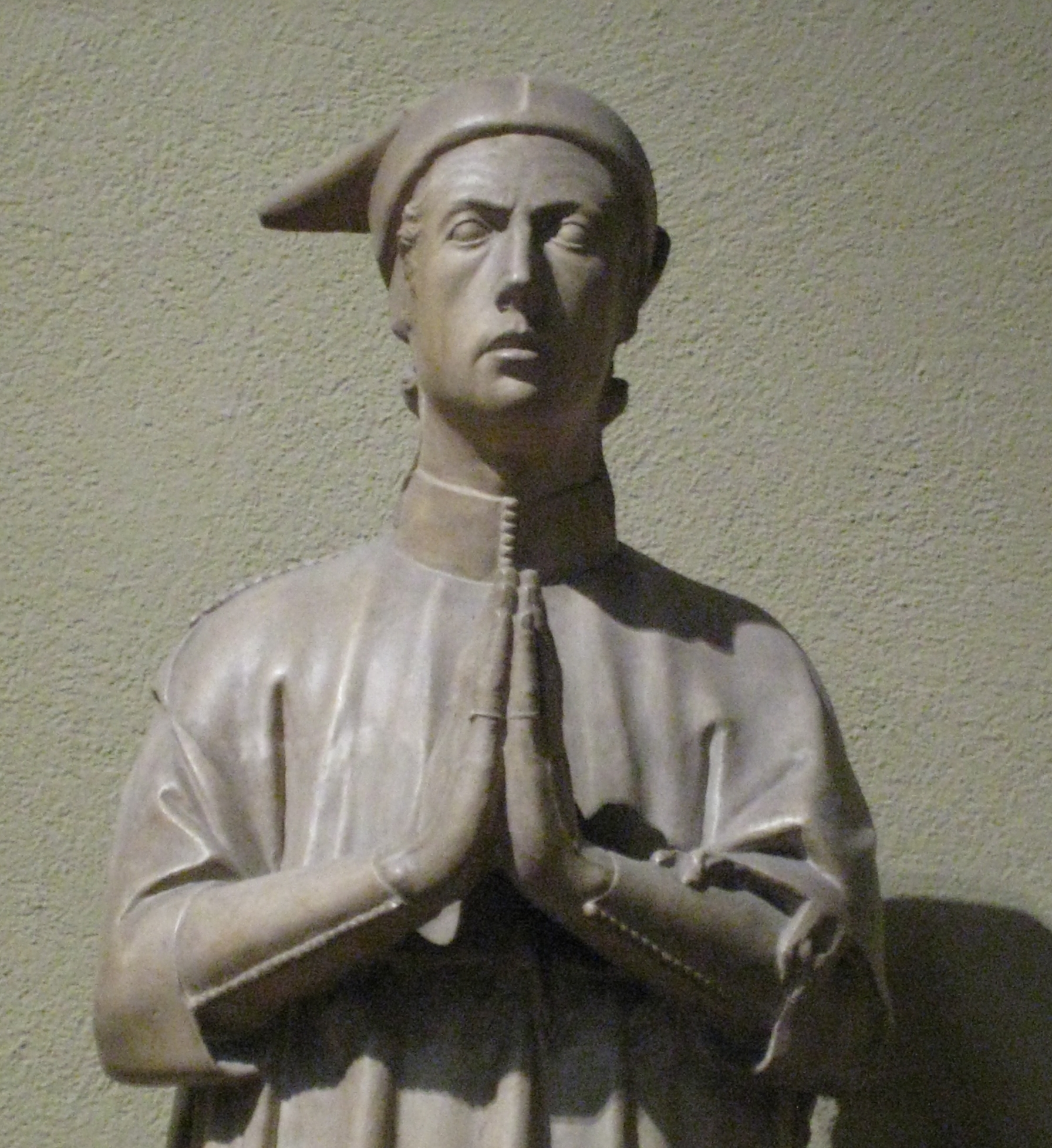
Джованни Пизано. Статуя Энрико Скровеньи из Капеллы Скровеньи в Падуе. Деталь. Слепок в Государственном музее изобразительных искусств им. А. С. Пушкина, Москва

Энрико Скровеньи (итал. Enrico degli Scrovegni) — падуанский ростовщик, живший во времена Джотто и Данте. Он был сыном Реджинальдо дельи Скровеньи и Капеллины Малакапелли и был дважды женат: сначала на представительнице семьи Каррара, затем на Якопине (Джакомине) д’Эсте, дочери Франческо д'Эсте, маркиза Феррары. Возможно, он был членом братства Кавальери Гауденти.
Энрико наиболее известен как покровитель Джотто, заказавший великому художнику роспись знаменитой капеллы Скровеньи (1303—1305), построенной по его заказу. Существует предание, что он построил капеллу и нанял Джотто, чтобы искупить грех ростовщичества. Известно, что Данте поместил отца Скровеньи в Седьмой круг ада за его печально известные нечестно нажитые богатства, Энрико Скровеньи также был крупным ростовщиком. Против идеи, что он основал часовню в качестве акта искупления, приводят  факт, что капелла не была общественным зданием, подаренным соотечественникам или церкви — она была очень роскошным заказом только для личного пользования и примыкала к большому дворцу, который Скровеньи ранее построил для себя. В 1320 году Энрико Скровеньи бежал от войн и гражданских распрей, терзавших Падую в то время, и поселился в Венеции. Он был официально изгнан из Падуи в 1328 году и умер в Венеции в 1336 году.
Джотто оставил изображение Энрико Скровеньи для потомков в сцене Страшного суда, помещённой на западной стене капеллы над пробитой входной дверью. Скровеньи помещён в сцене слева от креста, коленопреклонённым и вручающим Деве Марии свою капеллу в знак почтения и преданности. Богоматерь, изображённая стоящей вместе со святой Екатериной и святым Иоанном, протягивает руку в направлении Энрико, принимая его дар. Символическую капеллу на фреске поддерживает монах ордена Святой Марии, на помощь ордена Скровеньи полагался в своём искупительном акте.
Фрески Капеллы Скровеньи признаны ЮНЕСКО достоянием человечества и включены в список Всемирного наследия наряду с другими циклами фресок XIV века в Падуе.